# 小尾乕雄
小尾 乕雄（おび とらお、1907年（明治40年）7月29日 - 2003年（平成15年）2月23日）は、主に昭和時代に活動した教育者である。山梨県北巨摩郡長坂町（現北杜市）出身。
東京都教育委員会教育長、学校法人文教大学学園名誉学園長・学園長・理事長、文教大学（立正女子大学）・文教大学女子短期大学部（立正女子大学短期大学部）学長、財団法人日本青年館理事長、日本私立短期大学協会会長などを歴任する。

## 経歴
旧制長野県立諏訪中学校（現：長野県諏訪清陵高等学校・附属中学校）、東京高等師範学校、東京文理科大学を卒業。専門は国文学。東京府立第三高等女学校などで教諭を務め、その後、東京都視学となる。
1960年（昭和35年）から1967年（昭和42年）まで東京都教育委員会教育長を務めた。在任中、通達として、1965年（昭和40年）11月19日に進学指導の中止を骨子とした「入試準備教育の是正について」（通称・第1次小尾通達）、翌年の1966年（昭和41年）2月11日に「学校と家庭の教育上の協力について」（通称・第2次小尾通達）を出した。その予想外の反響に矢継ぎ早に同年7月に学校群制度の導入を正式決定した。自らの教育長退職にあたり1967年（昭和42年）度都立高校の入学者選抜に学校群制度を導入した。
都教育長退職後の1967年（昭和42年）から1989年（平成元年）まで学校法人文教大学学園の理事長を務め、その間、文教大学（立正女子大学）学長・文教大学女子短期大学部（立正女子大学短期大学部）学長も務めている。その後、同学園の学園長を経て名誉学園長となる。同学園の理事長は、1993年（平成5年）から2001年（平成13年）まで、長男・小尾圭之助が引き継いだ。
そのほかに、1969年（昭和44年）11月12日には、財団法人日本青年館の第14代理事長にも就任した。

## 著書

### 単著
- 『少國民聖戦感激誌』國民教育社、1942年11月
- 『戰ふ女學生』小尾乕雄 編纂、國民教育社、1943年4月、JP番号 75087342
- 『日本の学校』原書房、1964年、JP番号 64006338
- 『世界を結ぶ東京オリンピック : 小学校篇』清水書房、1965年12月
- 『私の先生』日本教図、1966年、JP番号 67005039
- 『教育の新しい姿勢』読売新聞社、1967年、JP番号 67008861
- 『自分を生かす―中・高校生の人生読本』学習研究社、1968年、JP番号 45011523
- 『人格 : 人物に学ぶ』明治図書出版、1976年、JP番号 71015268
- 『恩師』ぎょうせい、1980年3月、JP番号 80023940
- 『八十年代の教育 : 伝統性と国際性』明治図書出版、1981年4月、JP番号 81028197
- 『人間を考える : 教育の原点』第一法規出版、1988年2月、ISBN 4-47404726-5

### 共著
- 川島源司・木代修一・ 小尾乕雄 共編『都市青年教科書 卷1』大日本圖書、1936年4月
- 川島源司・木代修一・ 小尾乕雄 共編『都市青年教科書 卷4』大日本圖書、1936年4月
- 石森延男 編、倉沢栄吉・安藤新太郎・前川清太郎・小尾乕雄 共著『國語學習の世界』大阪敎育圖書、1948年、
- 小尾乕雄、遠藤五郎 著『女教師の素顔』 (Pal books) 教育出版、1975年、JP番号 71006190
- 小尾乕雄、木川達爾 著『教育を洗い直す』文教書院、1975年10月、JP番号 71011849

## 雑誌寄稿・論文など
- 「研修は教師の生命である」『教育委員会月報 14-12』文部科学省初等中等教育局初等中等教育企画課 [編]、1963年3月
- 「社会と学校--日本の教育に思うこと」『教育調査 53』全国教育調査研究協会 編、1964年7月
- 「幹部教員研修について--新教育施策めぐり(東京都の巻)」『教育委員会月報 16-5』文部科学省初等中等教育局初等中等教育企画課 [編]、1964年8月
- 「ペスタロッチと松下村塾」『中央公論』1967年7月号、1967年6月、pp196～201
- 「私の教育観」『立正女子大学研究紀要 1』立正女子大学 編、1967年11月、pp1～5
- 「70年代日本の教育改革--その基本問題と方向」『学校教育研究所年報 14』学校教育研究所 編、1970年5月、pp11～25
- 「教員給与雑感」『文部時報 1132』文部省 編、1971年10月、pp7～12
- 「これからの幼児教育-2-」『青少年問題 19-4』1972年4月号、青少年問題研究会、1972年4月、pp20～31
- 「現下の教育問題」『日本工業倶楽部木曜講演会講演要旨 544』日本工業倶楽部、1972年7月
- 「人材を教育界に」『文部時報 1145』文部省 編、1972年10月、pp263～269
- 「いま教師に何が必要なのか--現代に生きる教育者のあり方」小尾 乕雄,小林 武,八木 淳 共著『季刊教育法 16』エイデル研究所、1975年6月、pp121～131
- 「主任制雑感」『文部時報 1190』文部省 編、1976年7月、pp72～75
- 「提言 青年と教育」『あきた青年広論』昭和54年8月号、1979年8月
- 「国際化社会の教育」『進路指導シリーズ 48』日本進路指導協会、	1981年2月
- 「新しく教師になった人に」『教育委員会月報 33-2』文部科学省初等中等教育局初等中等教育企画課 [編]、1981年5月、pp13～19